# Limbodessus microocula
Limbodessus microocula är en skalbaggsart som först beskrevs av Watts och William F. Humphreys 2004.  Limbodessus microocula ingår i släktet Limbodessus och familjen dykare. Inga underarter finns listade i Catalogue of Life.